# (4140) Branham
(4140) Branham es un asteroide perteneciente al cinturón de asteroides, descubierto el 11 de noviembre de 1976 por el equipo del Observatorio Félix Aguilar desde el Complejo Astronómico El Leoncito, San Juan, Argentina.

## Designación y nombre
Designado provisionalmente como 1976 VA. Fue nombrado Branham en honor al astrónomo estadounidense Richard L. Branham Jr.